# Tíasos

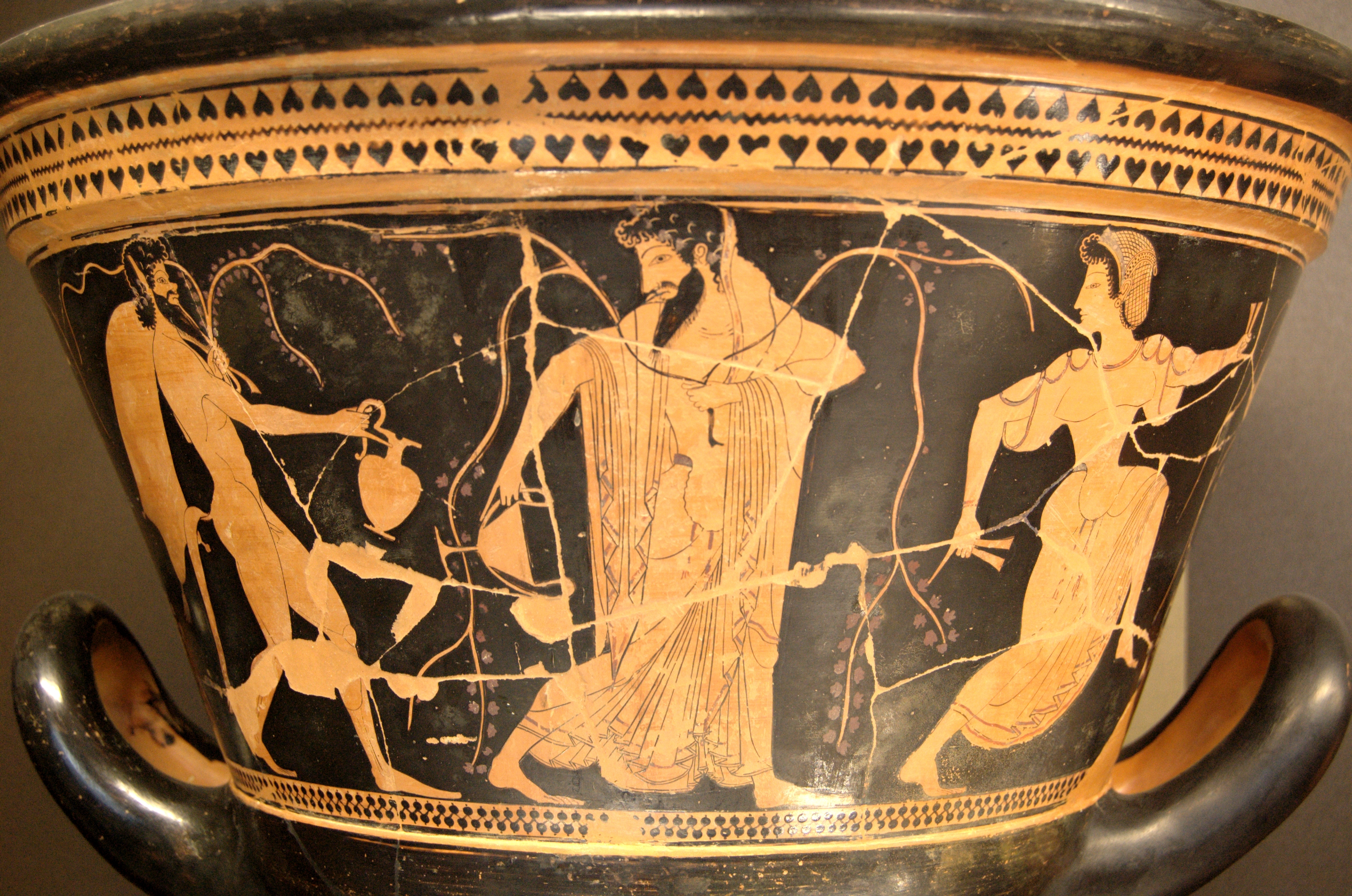
Dionís i membres del seu tíasos en una cratera àtica de figures vermelles, 520-510 aC (Museu del Louvre).

El tíasos (en grec antic θίασος thíasos), era una comitiva extàtica de Dionís, sovint descrita com a borratxos fent gresca, que està present en les reproduccions artístiques de la mitologia grega. En els vasos ceràmics o en els baixos relleus, solitàries dones brandant el tirs es poden reconèixer com a membres d'un tíasos. Moltes escenes relacionades amb el mite de Dionís i l'arribada d'aquest déu retornant triomfalment de l'Índia, estan representades en molts baixos relleus romans i panells de sarcòfags. En aquestes imatges es descriuen detalladament tíasos celebrant amb entusiasme les Dionisíaques narrades per Nonnos de Panòpolis.

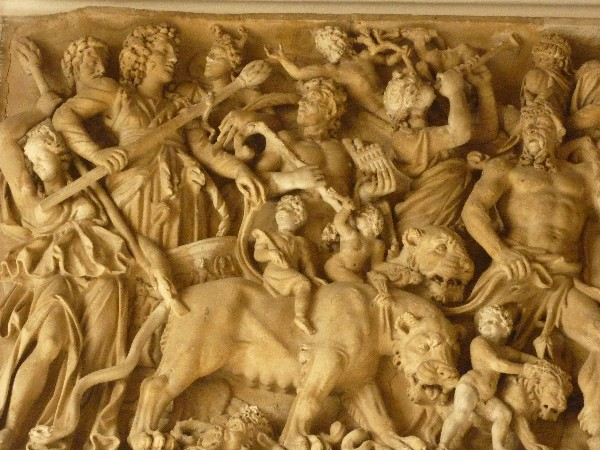
Dionís i el seu seguici en un sarcòfag romà. Museus Capitolins, Roma

Els membres més importants del tíasos eren dones devotes, les Mènades, que progressivament van ser substituïdes per les immortals nimfes. També hi havia a la comitiva del déu diversos esperits de la naturalesa, com els silens dansaires (o de vegades humans disfressats de silens) amb el fal·lus en evidència, pans i centaures. A la decoració de ceràmica apareixen silens amb fal·lus erectes dansant. De vegades es mostra una comitiva desfilant davant d'un observador assegut: un humà (Icari d'Atenes) qui dona la benvinguda al déu oferint-li vi davant la presència de la seva filla Erígone. Al Vas François del segle VI aC, Dionís és acompanyat en processó per les tres Hores.
Hèracles va formar part d'un tíasos durant un curt temps després de perdre en una competició de beguda en honor de Dionís.
Més generalment, els tíasos constituïen alguns dels nombrosos cultes de l'antiga Grècia i la seva existència estava protegida per llei.
Hi havia un tipus de tíasos marí que representava a Posidó i el seu seguici. Un relleu sobre aquest tema, obra de l'escultor Escopas de Paros, va ser portat a Roma i es va destruir, però se'n van fer reproduccions i el tema apareix dins l'entorn de l'art romà, des dels petits relleus decoratius i grans panells de sarcòfags fins als extensos mosaics.